# Sandraudiga
Sandraudiga es una diosa Germana, atestiguada en una roca que presenta una inscripción latina, encontrada en el Brabante Septentrional (Países Bajos). Hoy en día este resto lítico se encuentra alojado en el Rijksmuseum van Oudheden, el Museo Nacional de Antigüedades en Leiden, Países Bajos. El significado de su nombre aún continúa siendo materia de discusión, pero se ha sugerido que podría significar «La que tiñe la arena de rojo».
En 1812 cerca de Tiggelt y de Rijsbergen se encontró uno de sus altares de piedra pertenecientes al siglo segundo o tercero. Este altar de piedra contaba con la inscripción latina "DEAE SANDRAUDIGAE CULTORES TEMPLI". En 1950 se encontró el templo correspondiente a la izquierda de la roca. La roca se encuentra ahora en el Museo Nacional de Antigüedades de Leiden.